# Сант-Еустакіо (район)

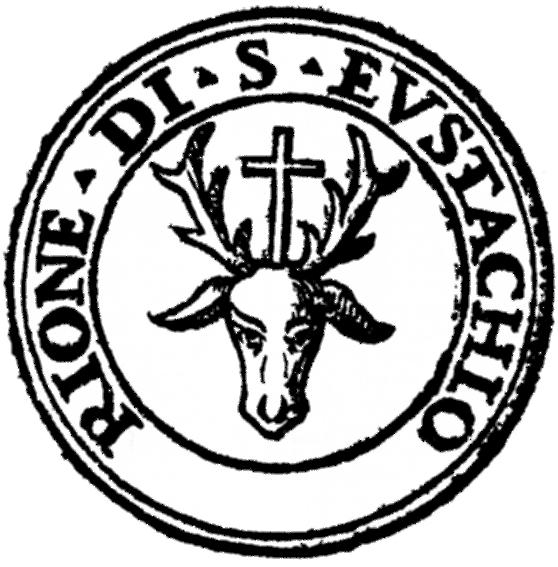
Герб району Сант Евстахіо

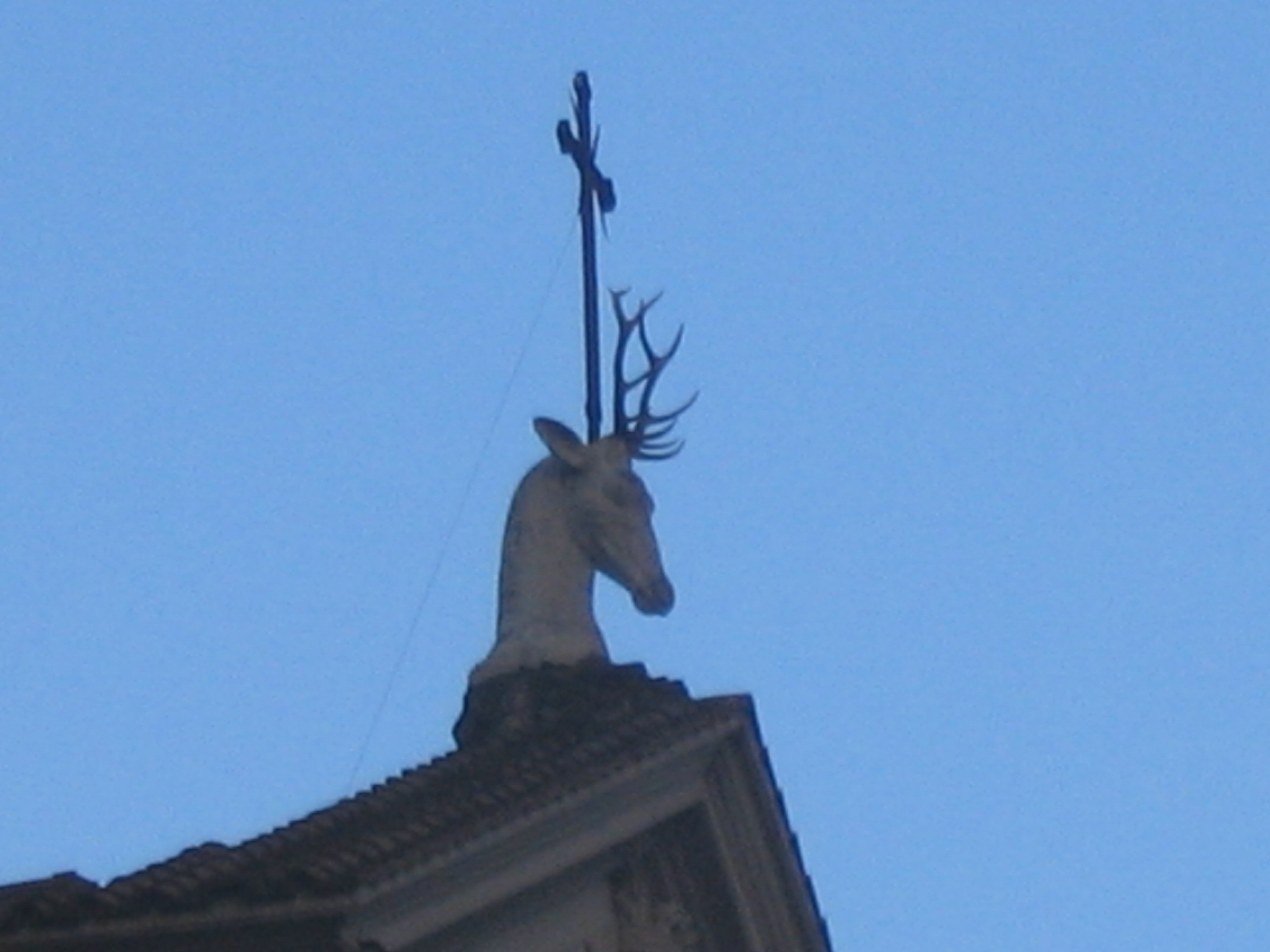
Хрест на базиліці Сан Евстахіо

Сант-Еустакіо (італ. Sant'Eustachio) — VIII район Рима. Він охоплює центр міста навколо церкви Сант-Андреа-делла-Валле.

## Ім'я
Ім'я Сант Евстахіо перйняли від однойменної титулярної церкви.

## Герб
Гербом району є олень з хрестом поміж рогами — символ святого Євстахія, покровителя мисливців.